# Joan Font Mañé
Pour les articles homonymes, voir Mañé.
Joan Font Mañé, né le 22 novembre 1907 à Barcelone (Catalogne, Espagne), est un footballeur espagnol qui jouait au poste de milieu de terrain.

## Biographie
Joan Font est formé au CF Badalona. Il joue ensuite au FC Barcelone entre 1929 et 1934. Il débute en championnat d'Espagne le 5 janvier 1930. Avec Barcelone, il joue 104 matchs et marque 3 buts. Sa meilleure saison est en 1932-1933 lorsqu'il joue aux côtés de Cristóbal Martí et d'Esteban Pedrol au milieu du terrain. 
Il joue avec la sélection de Catalogne en 1931. 